# Dummkoller
Der Dummkoller (Morosis, Gehirnwassersucht, veraltet: Schlaf-, Still-, Lauschkoller, Sterngucker) ist eine unheilbare Gehirnerkrankung des  Pferdes. Infolge einer Abflussbehinderung staut sich die Gehirnflüssigkeit im Hohlraumsystem des Gehirns. Durch die Druckerhöhung in den Hirnventrikeln geht das umliegende Gehirngewebe allmählich zugrunde. Es handelt sich damit um einen sogenannten Hydrocephalus. Der Dummkoller war ein sogenannter Gewährsmangel.

## Klinik
Ein Hydrocephalus kann angeboren oder erworben sein. Bei der angeborenen Form sind besonders Friesen betroffen, für die auch ein genetischer Test existiert. Einzelfälle sind auch bei anderen Pferderassen beobachtet worden. Die erworbene Form entsteht durch andere Erkrankungen. Ihnen liegt meist ein Verschluss im Bereich des Liquorabflusses zugrunde.
Bei der angeborenen Form kommt es entweder zu Totgeburten oder zur Geburt lebensschwacher Fohlen mit schweren neurologischen Ausfällen und Kopfvergrößerung. Erstes Symptom bei der erworbenen Form ist eine gewisse, leicht übersehbare Trägheit. Dies steigert sich dann im Laufe von Wochen und Monaten zu minutenlanger Regungslosigkeit. Das betroffene Pferd vergisst zu kauen und es wird immer schwieriger, mit dem Pferd zu arbeiten. Betroffene Tier werden apathisch und zeigen Ausfälle in der Eigenwahrnehmung, reduzierte Reflexe und Gangstörungen.
Differentialdiagnostisch müssen andere zentralnervöse Erkrankungen und Stoffwechselerkrankungen ausgeschlossen werden. Eine Behandlung wird im Normalfall nicht durchgeführt, betroffene Tiere werden zumeist eingeschläfert.